# David Pollock (2e vicomte Hanworth)
Pour les articles homonymes, voir Pollock.
David Bertram Pollock, 2e vicomte Hanworth (1er août 1916-31 août 1996), est un pair britannique.

## Biographie
David Bertram Pollock, 2e vicomte Hanworth est né le 1er août 1916. Il est le fils du capitaine Charles Thomas Anderdon Pollock et Alice Joyce Becher. Il est également le petit-fils d'Ernest Pollock. Il est décédé le 31 août 1996 à l'âge de 80 ans. 
Il devient 2e vicomte Hanworth, 2e baron Hanworth, 2e baronnet Pollock le 22 octobre 1936.
Il fait ses études au Wellington College, Crowthorne, Berkshire, Angleterre. Il est diplômé du Trinity College, Université de Cambridge, Cambridge, Cambridgeshire, Angleterre,  avec un baccalauréat arts (BA).
Il obtient le grade de lieutenant-colonel dans les Royal Engineers en 1939. Il combat pendant la Seconde Guerre mondiale. Il est directeur adjoint du Conseil des consommateurs. Il est inscrit en tant que membre de l'Institution of Mechanical Engineers (MIMech.E.) et en tant qu'ingénieur agréé (C.Eng.). Il est admis à Inner Temple en 1958 et a le droit d'exercer la profession d'avocat. Il est l'auteur de livres sur la photographie couleur. Il est nommé Fellow, Institution of Electrical Engineers (FIEE) et Fellow, Institute of Quality Assurance (FIQA). Il est nommé Fellow, Royal Photographic Society (FRPS).
Il siège à la Chambre des lords de 1937 à 1996, avec les Crossbencher durant la totalité de son service à la chambre.

## Famille
Il épouse Isolda Rosamund Parker, fille de Geoffrey Parker et Isolda Mabel Cecil Craufurd le 27 avril 1940. Ils ont 3 enfants :
- Gillian Isolda Josephine Pollock, née le 1er avril 1944
- David Stephen Geoffrey Pollock, 3e vicomte Hanworth, né le 16 février 1946
- Richard Charles Standish Pollock, né le 6 février 1951, décédé le 29 avril 2005